# Ermstedt
Ermstedt, Erfurt-Ermstedt – dzielnica miasta Erfurt w Niemczech, w kraju związkowym Turyngia. 